# Lepidanthrax oribates
Lepidanthrax oribates är en tvåvingeart som beskrevs av Hall 1976. Lepidanthrax oribates ingår i släktet Lepidanthrax och familjen svävflugor. Inga underarter finns listade i Catalogue of Life.